# Eumenes pseudubius
Eumenes pseudubius är en stekelart som beskrevs av Gusenleitner 1972. Eumenes pseudubius ingår i släktet krukmakargetingar, och familjen Eumenidae. Inga underarter finns listade i Catalogue of Life.